# ジェームス・ティリス

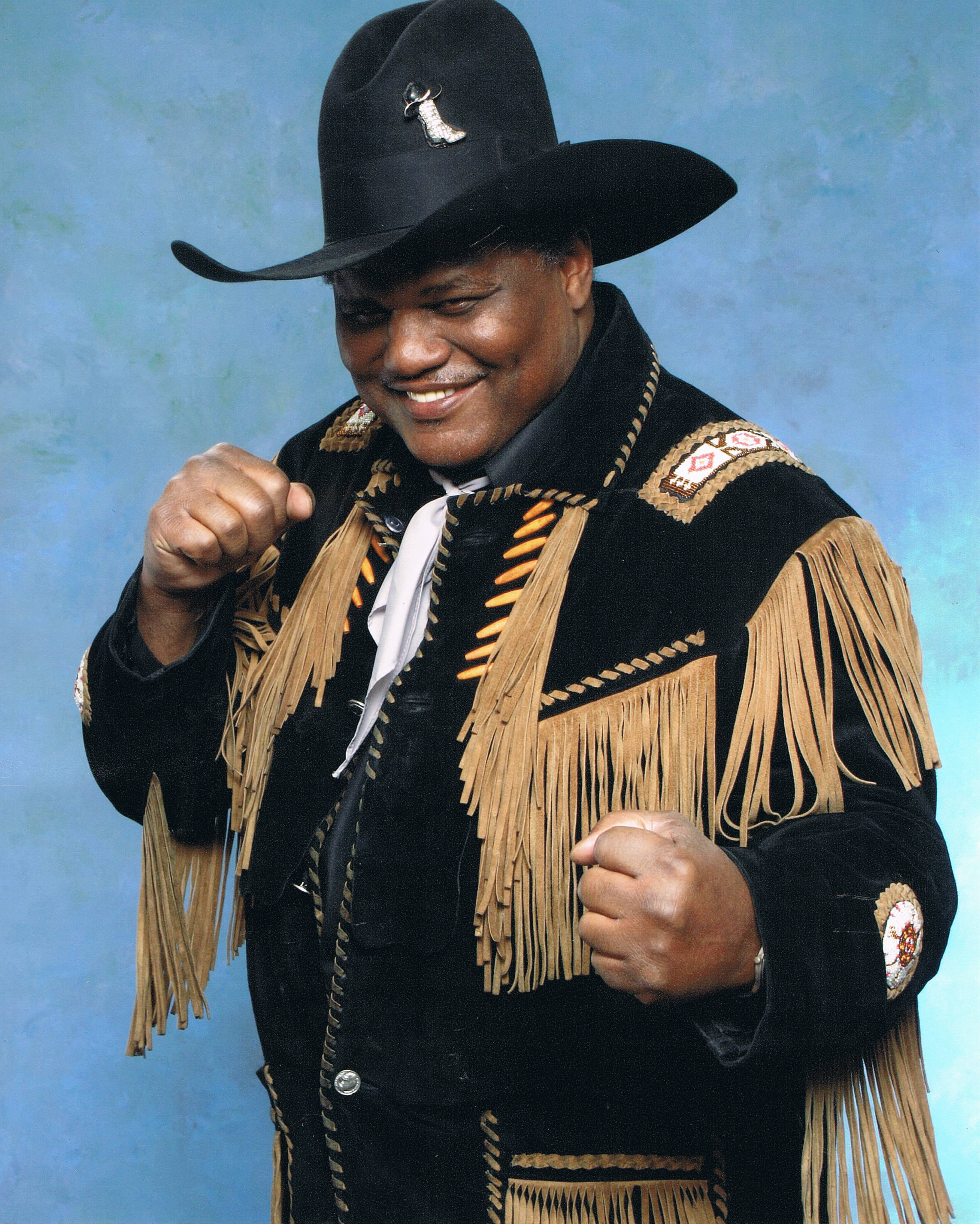
ジェームス・ティリス

ジェームス・“クイック”・ティリス（James Tillis、1957年7月5日 - ）は、アメリカ合衆国オクラホマ州タルサ出身のプロボクサー。

## 略歴
マイク・タイソンの連続KO記録を阻止した。ニックネームの通り、動きは速く軽快で、鋭いジャブを持っており、パンチ力もある。
トミー・モリソンとの対戦では、KO負けした。この頃は既に盛りを過ぎており、白人のヘビー級ホープとして売り出し中の、トミー・モリソンのいわば、噛ませ犬的な立場であった。タイソン戦の頃に比べたら、完全に選手としてのピークを過ぎており、“クイック”・ティリスではなく、“ノーモアクイック”・ティリス「もう今は速くないんだ」と皮肉るお客さんも少なくない。と、ジョー小泉氏が解説していた。